# A Lesson In

A Lesson In est une série courts métrages éducatifs réalisée et produite par les Studios Disney dans les années 1970 et 1980 utilisant des extraits des longs métrages pour expliquer des notions de la vie courante.
Les titres sont tous conçues de la façon suivante : Nom du long métrage : A Lesson in notion abordée.

## Filmographie
Septembre 1978
- Bambi: A Lesson in Perseverance explique la notion de persévérance au travers d'une jeune fille faisant ses premières tentatives à vélo[1], tiré de Bambi (1942)
- Lady and the Tramp : A Lesson in Sharing Attention traite de l'importance de partager l'attention par exemple à l'arrivée d'un nourrisson[2], tiré de La Belle et le Clochard (1955)
- Snow White : A Lesson in Cooperation  traite des bénéfices des actions en coopération, même dans les chœurs[3], tiré de Blanche-Neige et les Sept Nains (1937)

Septembre 1981
- Cinderella : A Lesson in Compromise expliquant que tenter d'avoir plus que nécessaire provoque des problèmes[4], tiré de Cendrillon (1950)
- The Fox and the Hound : A Lesson in Being Careful explique l'importance de prendre en compte les avertissements[5], tiré de Rox et Rouky (1981)
- The Jungle Book : A Lesson in Accepting Change explique les façons de faire face aux changements d'amis ou d'environnements[6], tiré du Le Livre de la jungle (1967)